# Единство (группа)
«Еди́нство» — российская социал-демократическая организация, основанная в 1914 году Г. В. Плехановым. Прекратила своё существование в 1918 году.

## История существования
С началом Первой мировой войны разногласия между Г. В. Плехановым и лидером большевизма В. И. Ульяновым (Лениным) по поводу отношения к войне стали настолько острыми, что Плеханов образовал свою собственную социал-демократическую группу, в которую вошли, главным образом, меньшевики-оборонцы. Организационно оформиться группа смогла после победы Февральской революции. Отделения группы вели работу в Москве, Петрограде, Баку и других городах. С начала 1917 года и вплоть до января 1918 года группа издавала в Петрограде газету «Единство».
Политические взгляды сводились к отрицанию возможности построения социализма в такой капиталистически-неразвитой стране как Россия; поддерживали войну «до победного конца»; требовали установления твёрдой государственной власти.
Октябрьскую социалистическую революцию группа встретила враждебно. Распалась к лету 1918 года.